# 21 Guns (singel)
21 Guns – ballada rockowa amerykańskiego zespołu Green Day, którą w 2009 roku wydano na singlu, będącym drugim z albumu 21st Century Breakdown. Pojawił się 25 maja 2009 roku jako Digital Download, a 14 lipca 2009 roku w wersji CD. Utwór osiągnął 3. miejsce w Holandii i Nowej Zelandii, a w USA na liście Billboard Hot 100 osiągnął 22. miejsce.

## Pozycje na listach
| Chart (2009)                        | Peak position |
| ----------------------------------- | ------------- |
| Australia                           | 14            |
| Belgia                              | 19            |
| Holandia                            | 3             |
| Irlandia                            | 21            |
| Włochy                              | 15            |
| Japonia                             | 12            |
| Kanada                              | 15            |
| Europa                              | 20            |
| Nowa Zelandia                       | 3             |
| Szwecja                             | 8             |
| Szwajcaria                          | 13            |
| Wielka Brytania                     | 36            |
| Stany Zjednoczone Billboard Hot 100 | 22            |